# Galleria Vittorio Emanuele III
La galleria Vittorio Emanuele III di Messina venne progettata da Camillo Puglisi Allegra e costruita tra il 1924 e il 1929. 
Unica nel suo genere nel Meridione insieme alla galleria Umberto I di Napoli, alle decorazioni lavorarono gli scultori Antonio Bonfiglio ed Ettore Lovetti, i quali s'ispirarono, insieme a Puglisi Allegra, al Settecento siciliano.

## Storia, progettazione e valore artistico
Progettata da Camillo Puglisi Allegra e finanziata dalla Società Generale Elettrica della Sicilia fu costruita tra il 1924 e il 1929 e inaugurata il 13 agosto 1929, contemporaneamente al duomo ricostruito. 
L’edificio integra lo stile liberty e l Art Deco ed è considerato parte dell’eclettismo-liberty messinese, edificato nella città ricostruita dopo il terremoto del 1908, la galleria, intitolata a Vittorio Emanuele III, ha sede sulla via Cavour ed è delimitata da grandi edifici pubblici che si affacciano sulla circolare piazza Antonello (su questa piazza è collocato l'arco d'accesso alla galleria): il palazzo delle Poste e Telegrafi, opera di Vittorio Mariani, il palazzo della Provincia di Alessandro Giunta, e il palazzo del Municipio, opera dell'architetto Antonio Zanca.
All’interno si articola in tre bracci confluenti, al centro, in un esagono chiuso da una volta a cupola vetrata e con tre ingressi.
Tutte le volte a botte hanno dei lucernai a vetri colorati; il pavimento è realizzato con tesserine a mosaico.
Il portico centrale, che dà sulla piazza Antonello, ha un monumentale arco segnalato da robuste paraste e da un fastigio sopraelevato, che costituisce l’ingresso principale della galleria.
Nel 2000 è stata dichiarata bene d'interesse storico-artistico ai sensi della legge 1089/39.

### Vista dall'esterno

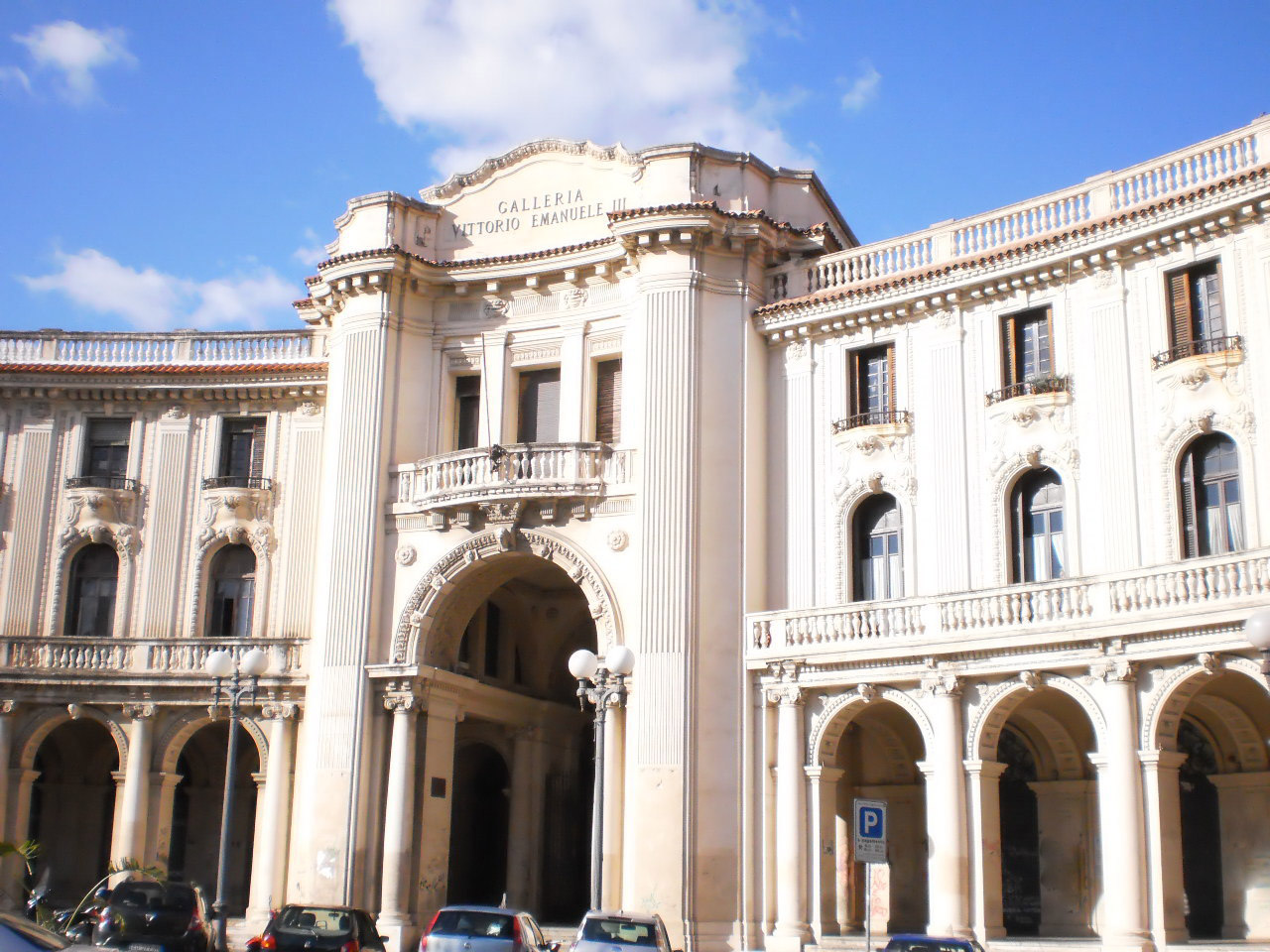
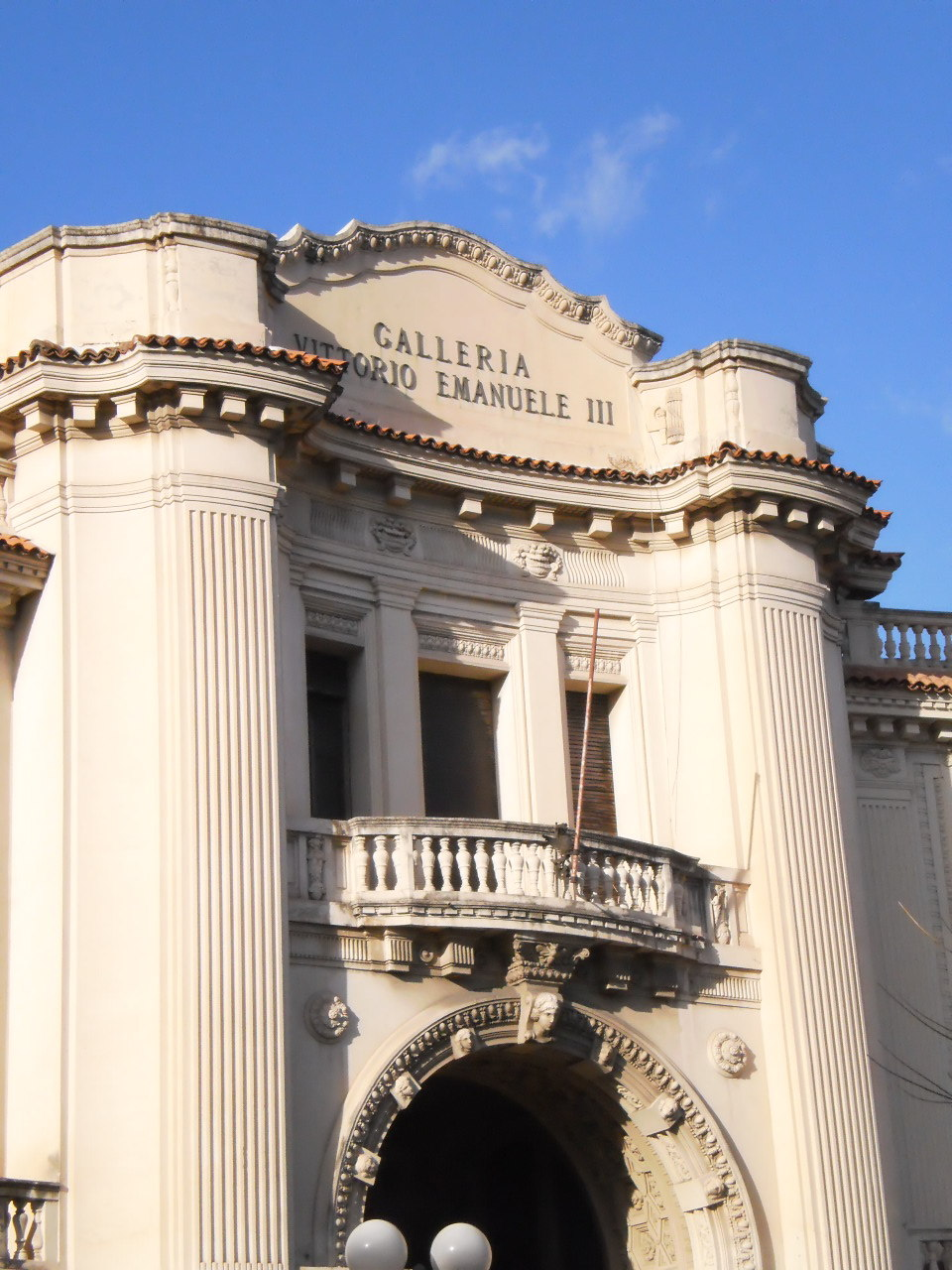

### Vista dall'interno

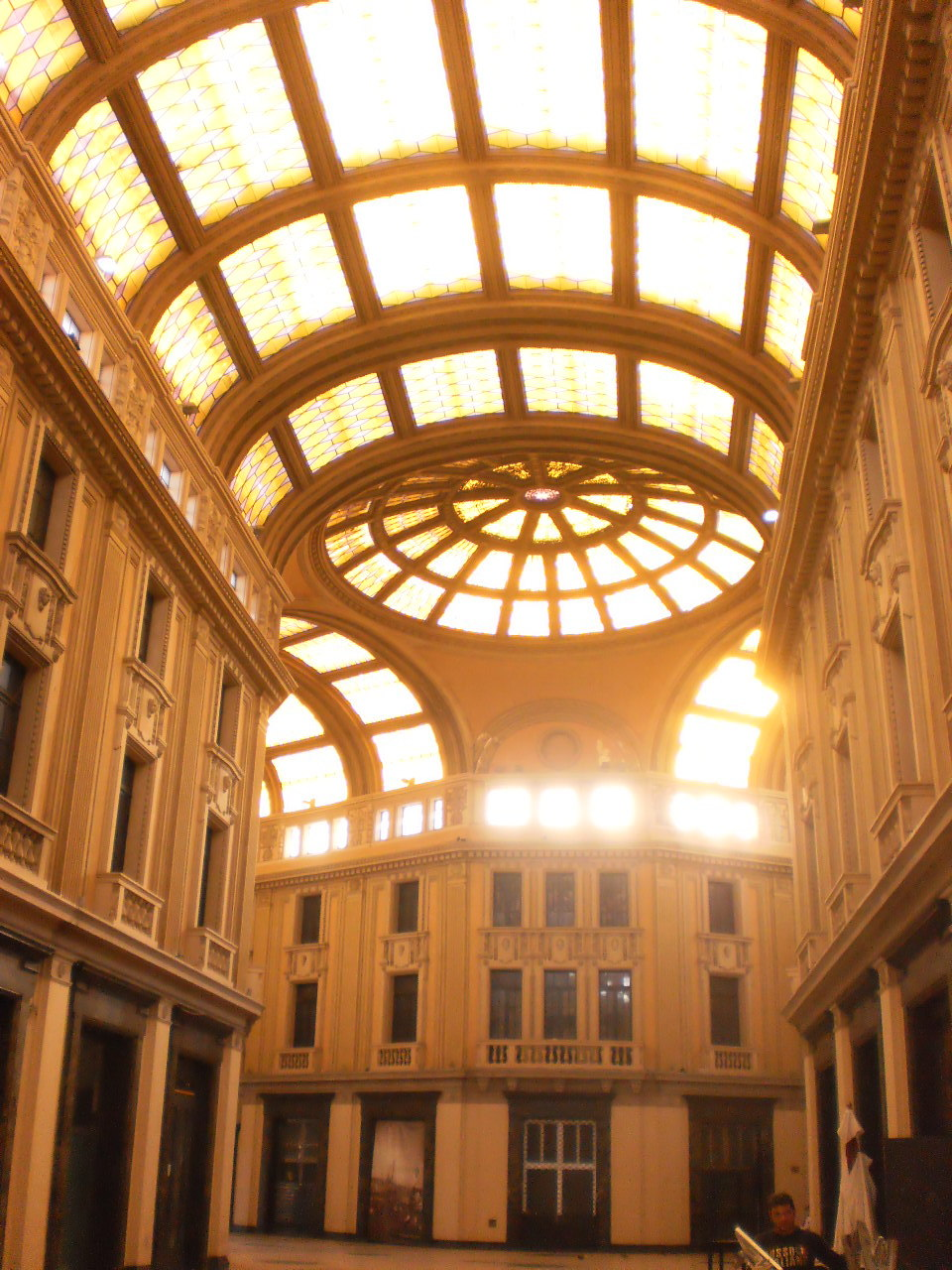
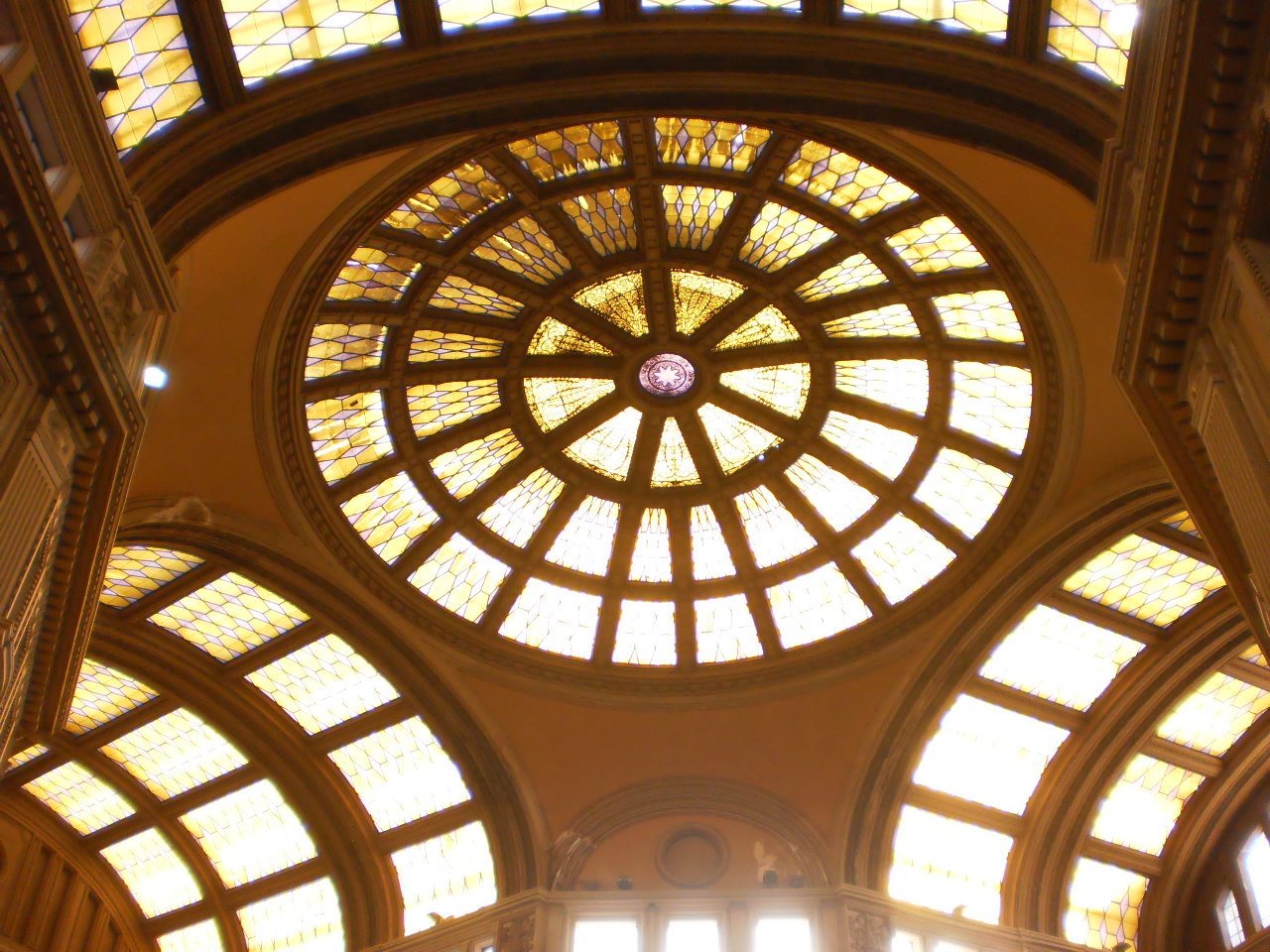
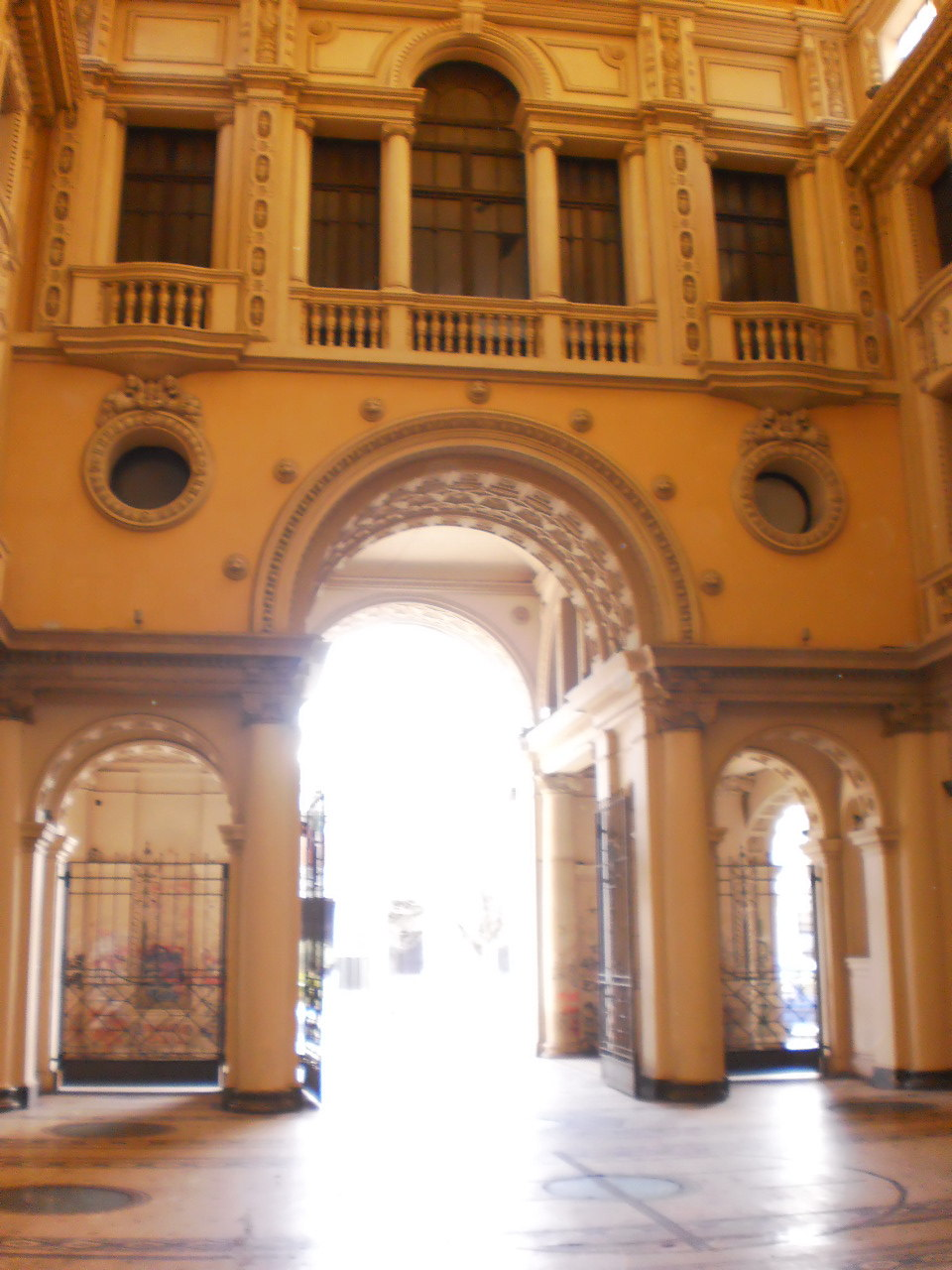
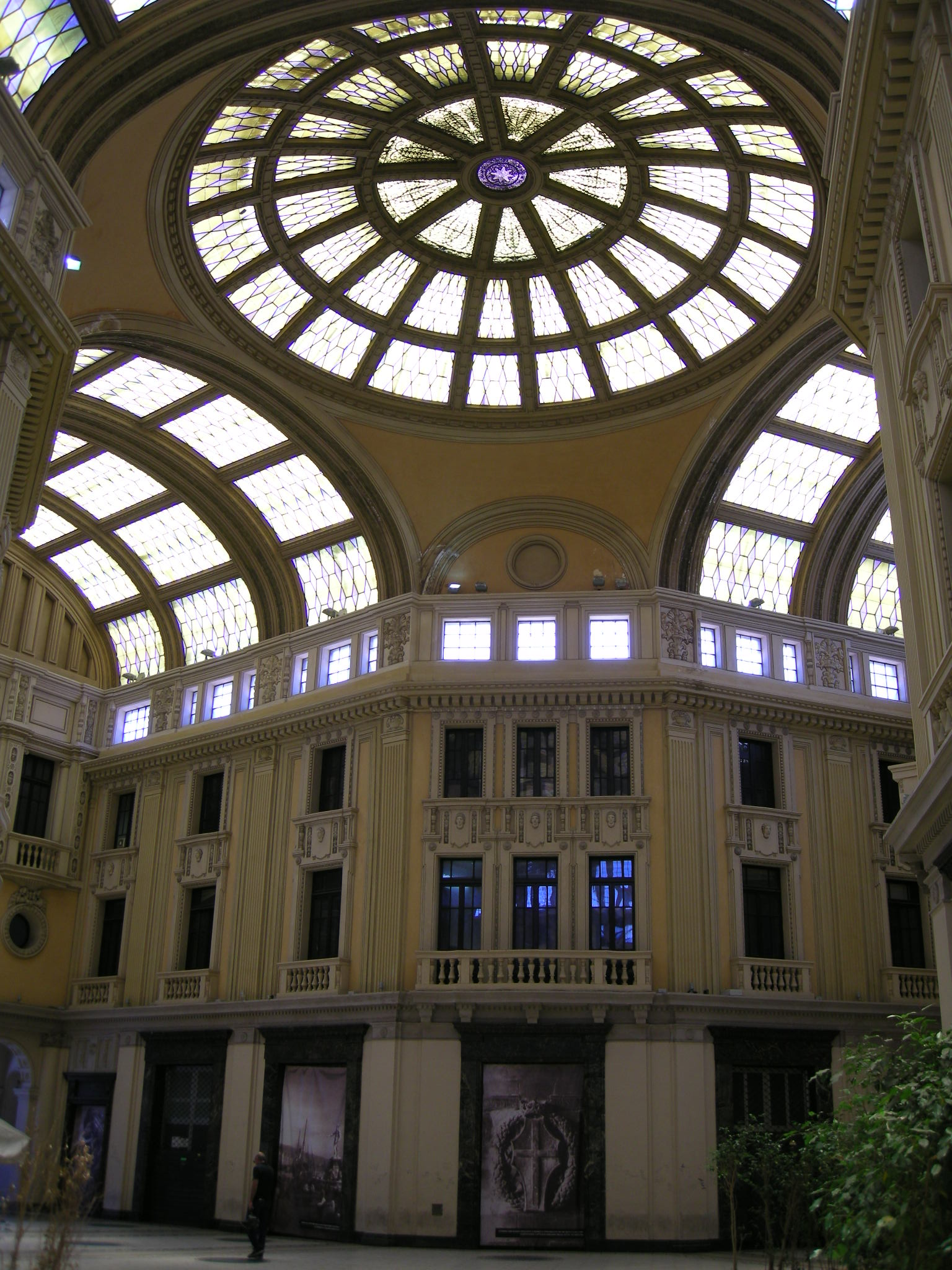
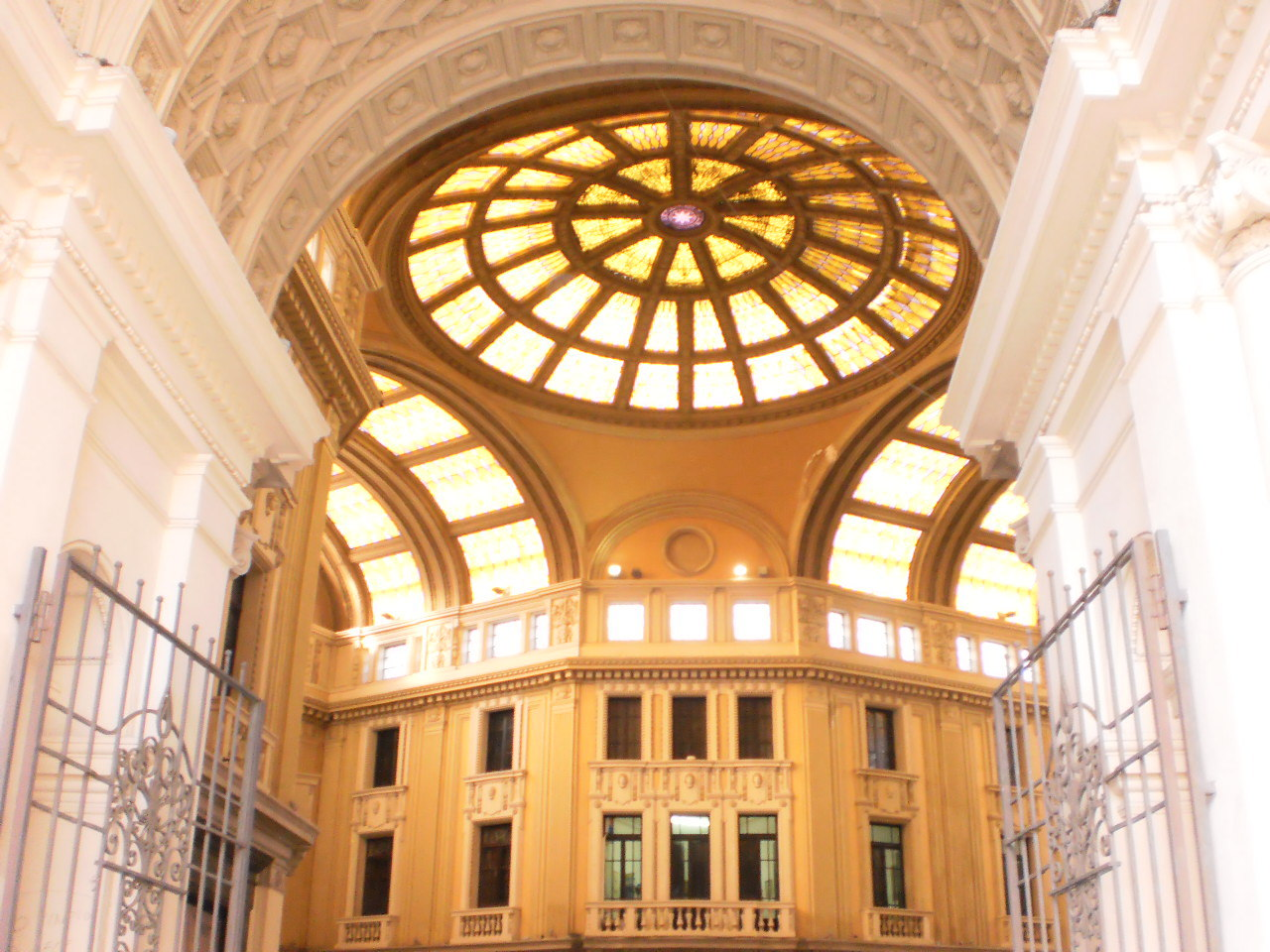
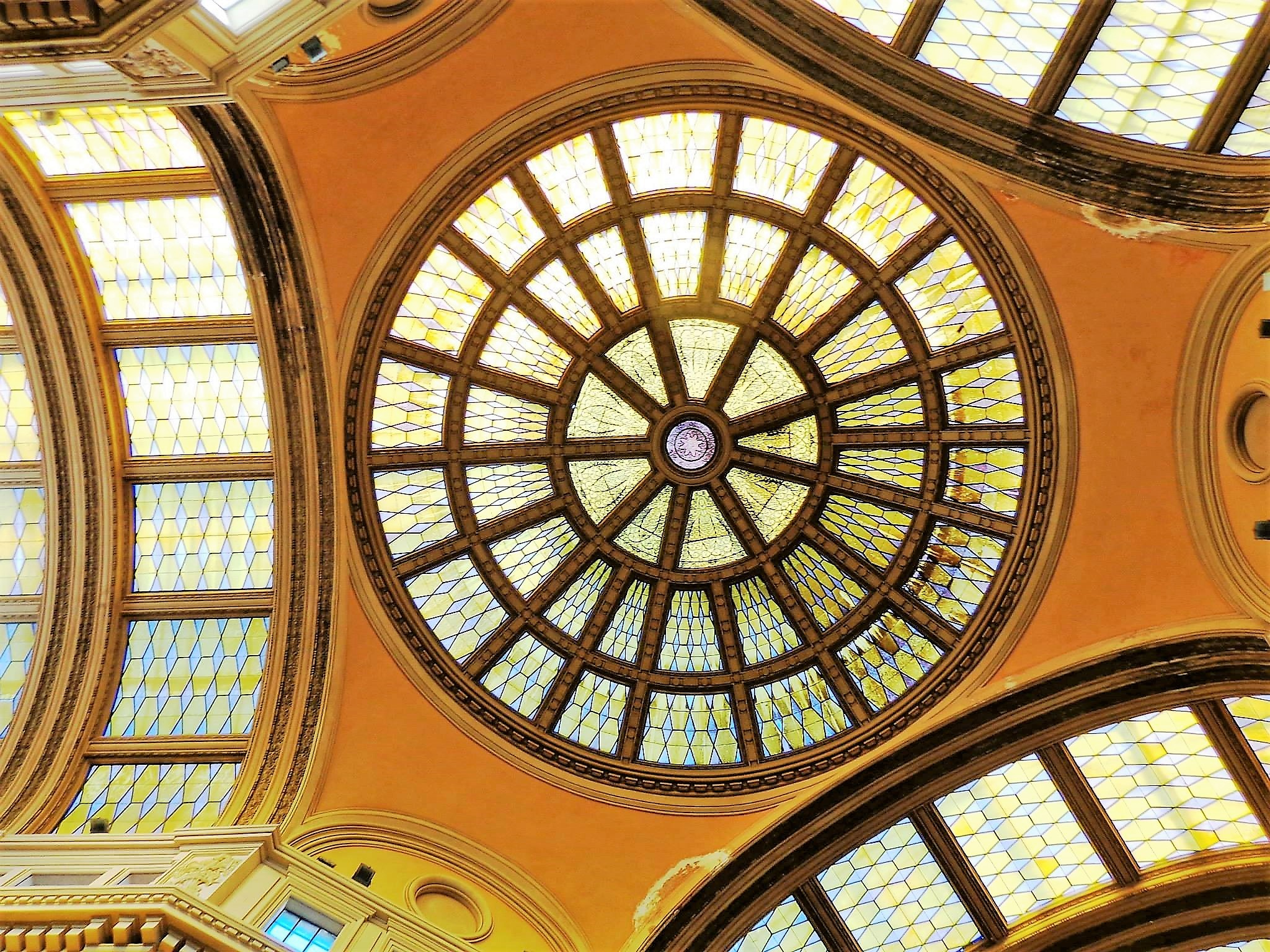
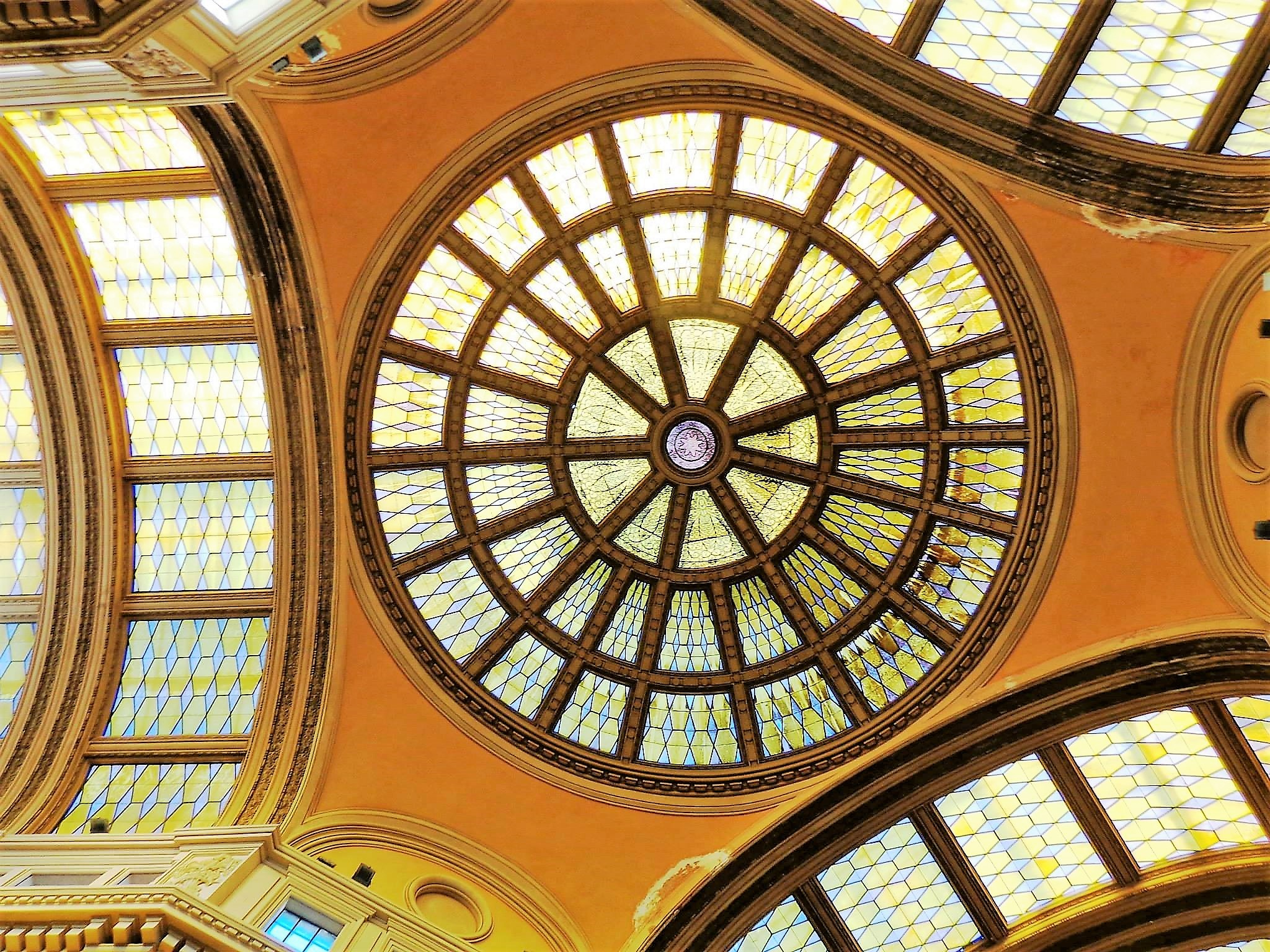

### La prospettiva di piazza Antonello
Sorta dopo il terremoto del 1908 con il nome di piazza Circolare, doveva rappresentare secondo i progettisti dell'epoca la principale sede delle maggiori istituzioni della città: l'entrata principale del palazzo della Provincia e l'entrata posteriore alla principale del Municipio affacciano entrambi sulla piazza. 
Di fronte al palazzo della Provincia era sito il palazzo delle Poste, oggi adibito a segreteria degli studenti dell'Università di Messina.

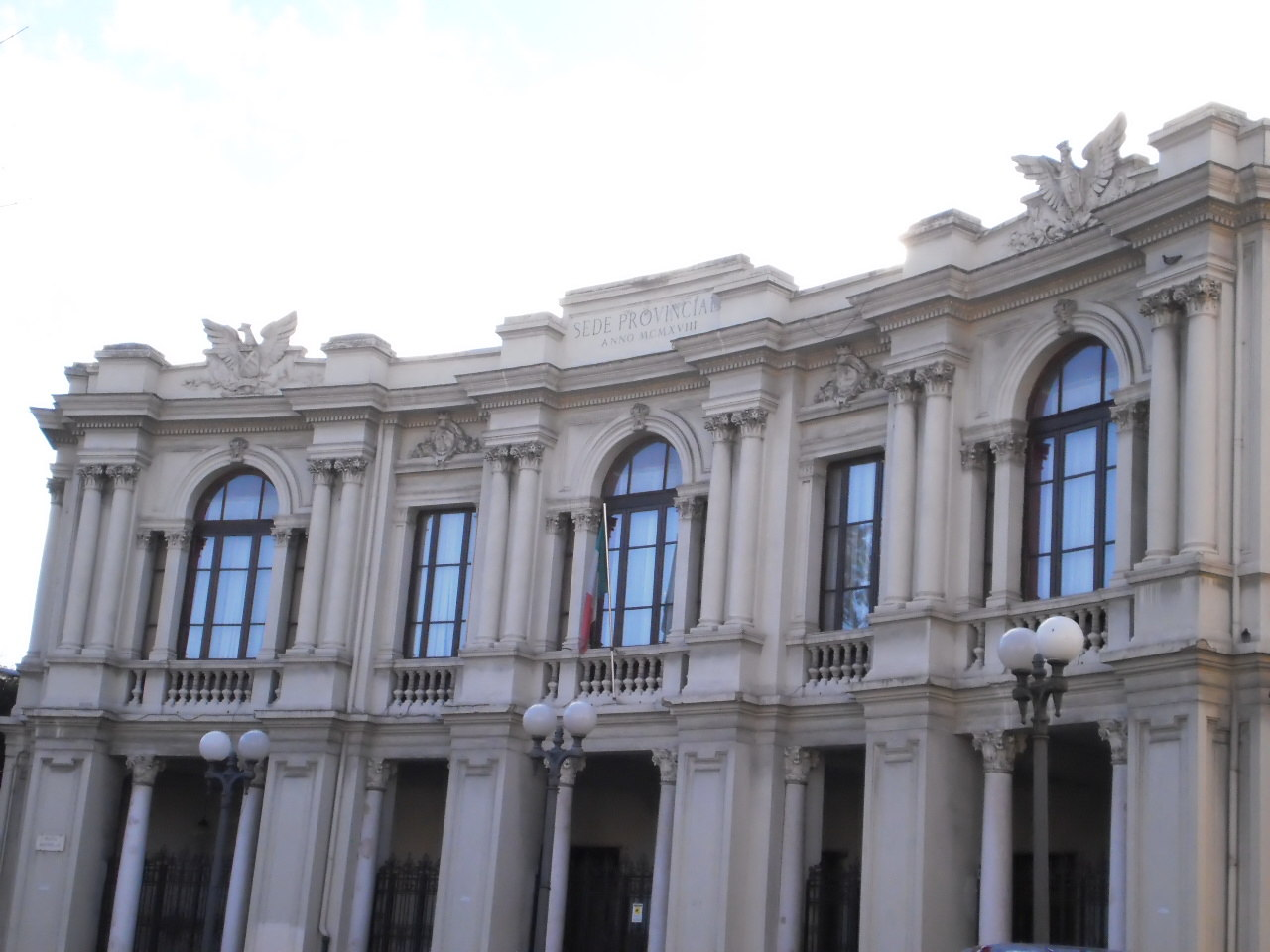
Palazzo della Provincia
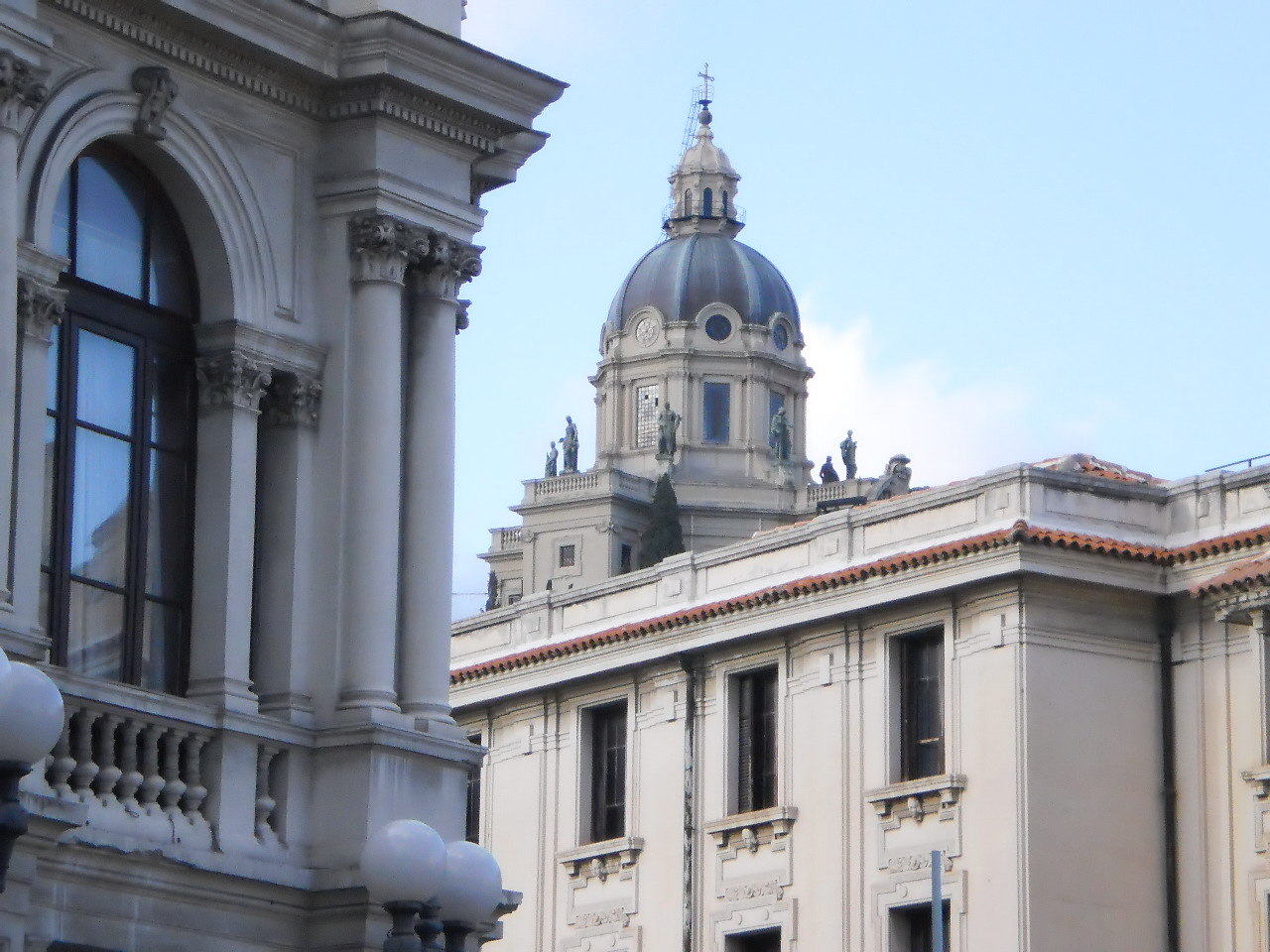
Santuario di Cristo Re visto da piazza Antonello
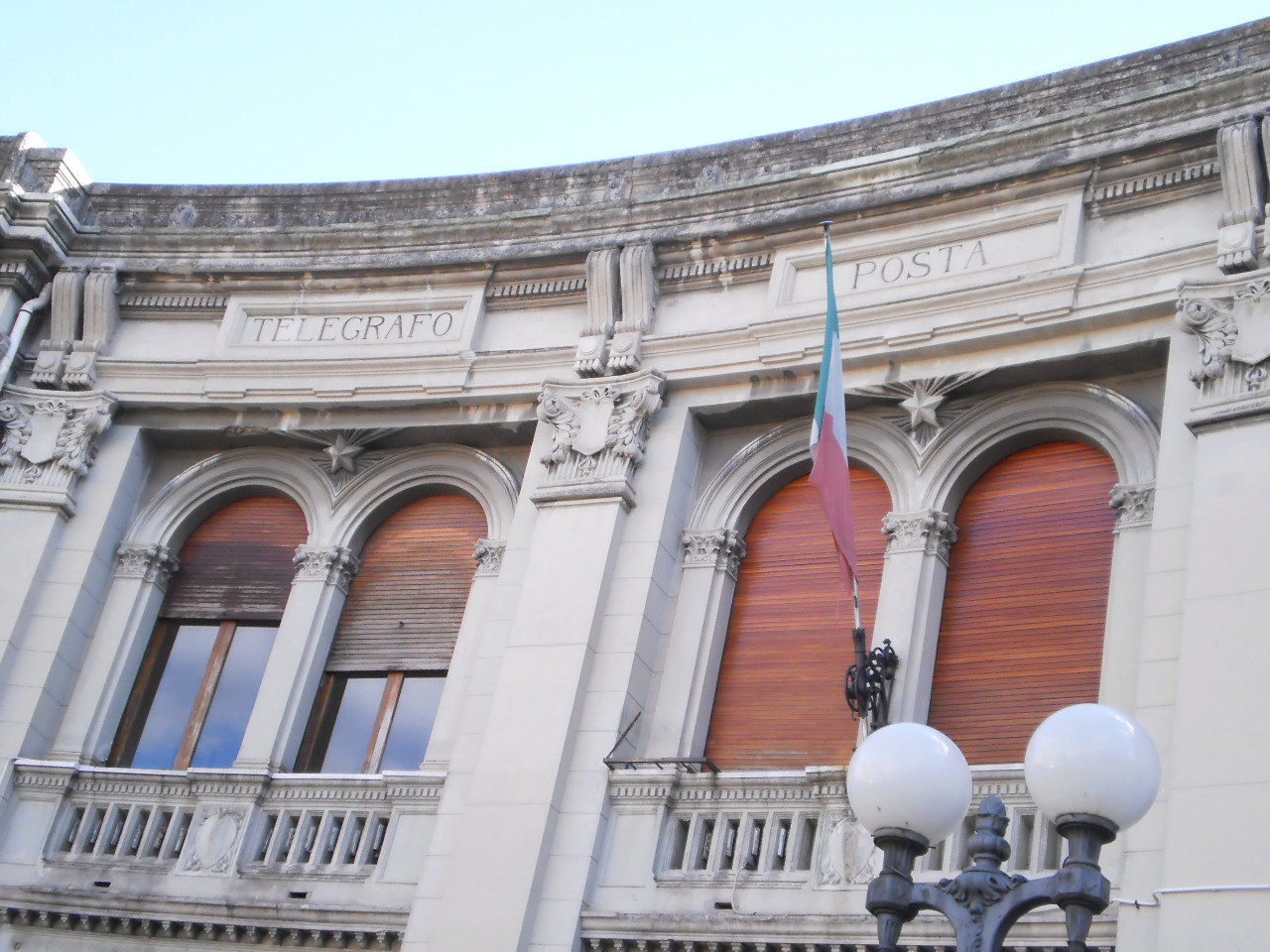
Particolare dell'ex palazzo delle Poste
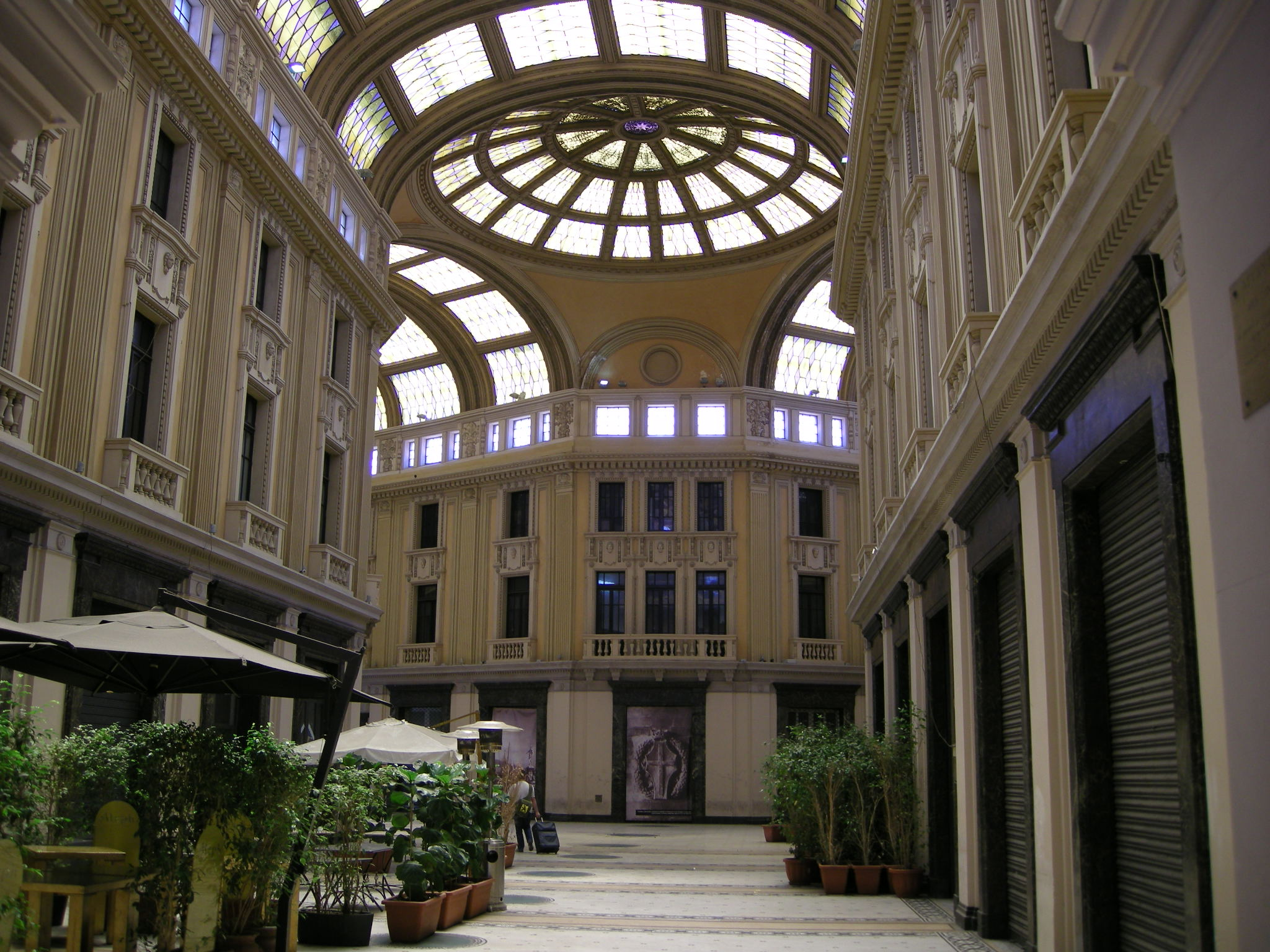
L'interno.

### Lo stato attuale
Progettata per ospitare alcuni uffici e creare un importante polo residenziale e commerciale nel cuore della città, attualmente è adibita a luogo di ristorazione e cocktail bar.

### L'incendio del 2023
Il 12 Aprile del 2023 il tetto della Galleria Vittorio Emanuele III è andato in fiamme a causa di qualche scintilla in uno dei negozi nel piano più alto della struttura. La Galleria è rimasta quasi del tutto integra, tranne qualche danno nel tetto.

## Altre gallerie d'Italia
- Galleria Vittorio Emanuele II - Milano
- Galleria De Cristoforis - Milano
- Galleria del Corso - Milano
- Galleria Alberto Sordi - Roma
- Galleria Umberto I - Napoli
- Galleria Principe di Napoli - Napoli
- Galleria Giuseppe Mazzini - Genova
- Galleria Enrico Martino - Genova
- Galleria delle Vittorie - Palermo
- Galleria INPS - Messina
- Galleria Re Umberto I - Torino
- Galleria San Federico - Torino
- Galleria Subalpina - Torino